# Torysa
Torysa (Hongaars: Tarca) is een Slowaakse gemeente in de regio Prešov, en maakt deel uit van het district Sabinov.
Torysa telt 1.510 inwoners.